# Gémfélék

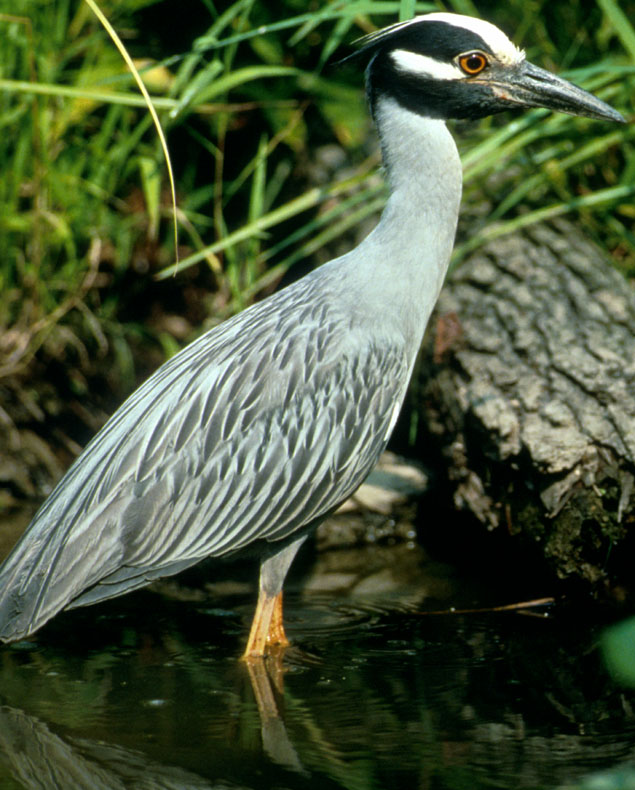
Sárgakoronás bakcsó (Nyctanassa violacea)

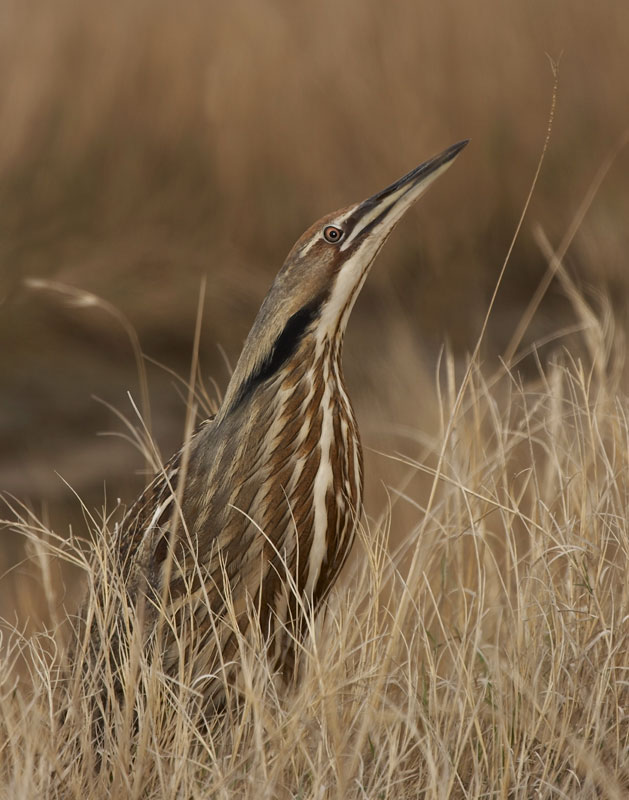
Amerikai bölömbika (Botaurus lentiginosus)

A gémfélék (Ardeidae) a madarak (Aves) osztályának és a gödényalakúak (Pelecaniformes) rendjének egyik családja.
A gémfélék családjába 21 madárnem és 70 recens faj tartozik (a nemekből kettő fosszilis, továbbá a recens fajok mellett néhány fosszilis faj is van; azokat lásd a nemekről szóló szócikkekben).

## Rendszertani besorolásuk
2014-ben Jarvis és társai alaktani- és DNS-vizsgálatok végeztek a mai madarak körében; felfedezésüket a „Whole-genome analyses resolve early branches in the tree of life of modern birds” (A genom teljes vizsgálata meghatározza a modern madarak családfájának a korai ágait) című írásban adták ki. Ennek a nagymértékű kutatásnak a következtében, az Ornitológusok Nemzetközi Kongresszusának (International Ornithological Congress) jóváhagyásával ezt a madárcsaládot kivették a gólyaalakúak (Ciconiiformes) rendjéből és áthelyezték a gödényalakúak (Pelecaniformes) rendjébe.
A gémfélék csontvázának, főleg a koponyájának a korábbi tanulmányozása szerint, ezt a családot két csoportra osztották: a nappali gémekre és az éjjeli gémekre. Azonban az új DNS-vizsgálatok, továbbá a végtagcsontok jobb megfigyelése azt mutatja, hogy a korábbi csoportosítás hibás volt. Az ugyanazon csoportbeli koponyahasonlóság, nem egyéb, mint a konvergens evolúció eredménye, azaz több csoportbeli madár is ugyanazt a koponyaalakot vette fel, hogy ugyanolyan élőhelyen ugyanolyan táplálékforráshoz tudjon hozzáférni. Manapság a gémfélék családjában már csak 3 csoportot, alcsaládot fogadnak el: a gémformákat (Ardeinae), a bölömbikaformákat (Botaurinae) és a tigrisgémformákat (Tigrisomatinae). Az új rendszertani besorolás szerint, a negyedik, azaz a bakcsóformák (Nycticoracinae) alcsaládjába tartozó nemeket és fajokat a megmaradt alcsaládokba helyezték át.

## Előfordulásuk

### Elterjedésük
A gémek minden földrészen jelen vannak, kivéve az Antarktiszt. Csak a sarkvidékről és néhány óceáni szigetről hiányoznak. Dél- és Délkelet-Ázsiában 24, Afrikában 21, Közép- és Dél-Amerikában 20, Ausztrália és Óceánia területén pedig 16 fajuk él.

### Élőhelyük
Megtalálhatóak sekély tavaknál, folyóknál, mocsaraknál és tengerpartokon, de egyes fajok átmenetileg vagy véglegesen eltávolodtak a víztől, ilyen a pásztorgém, amely szavannákon él, és nincs összefüggésben a vízi élettel.

## Megjelenésük
Közös jellemzőjük a hosszú láb, a hosszú tőrszerű csőr és az S alakú hosszú nyak. Szárnyuk széles, lekerekített, farkuk rövid. A nagyobb fajok repülés közben jellegzetesen hátranyújtják lábukat, nyakukat viszont S alakban begörbítik, miközben lassú, nagy csapásokkal verdesnek. A nemek többnyire hasonlóak, de a hímek valamivel nagyobbak, mint a tojók. A dísztollak többnyire a fej vagy a szárnyak meghosszabbodott tollai. Költési időszakban színváltozás bekövetkezhet. Tollazatuk között is van nagyon színes vagy csak alig világosbarna és szürke színűek is. A leggyakoribb alapszínek a fekete, barna, kék, szürke és a fehér. Lábaik, csőrük, szemeik és fejük általában sárga, fekete vagy barna színűek. A szaporodási időszakban csőrük általában élénk narancssárga színű. A kanálcsőrű bakcsó az egyetlen, amelynek széles és vastag csőre van.

## Életmódjuk
Nappal és éjjel is vadásznak. Néhány faj kivételével táplálékuk szinte csak vízi állatokból áll, de kicsiny részt egyébből is, mint például halakból, kétéltűekből, hüllőkből, kis emlősökből, rovarokból, kagylókból és rákokból. Egy gém átlagos napi élelmiszer-szükséglete 330–500 gramm. Mint a többi gázlómadár, általában csendben figyelve majd gyorsan lecsapva az áldozatra vadásznak. Gyakran fészkeket is fosztogatna, esznek tojásokat és fiatal madarakat. Egyes fajnál megfigyelhető hogy dögöt is eszik.

## Szaporodásuk
A legtöbb faj telepekben költ, melyek akár 68 300–70 800 párból is állhatnak. A hím rituális mozgással vonzza magára a tojó figyelmét amely a fej és a nyak mozgatásából áll, miközben szárnyát előre hátra mozgatja. Fészküket fára vagy nádasba építik, egyes fajoknál csak a hím egyedül készíti a fészket, míg más fajoknál mindkét szülő részt vesz ebben. A fészek vesszők és száraz nád felhalmozásából áll, sok faj évente felújítja, így akár 1,5 méteres fészek is kialakulhat. Fészekaljuk 1–10 tojásból áll. A fajok túlnyomó résznek fészekalja 3–5 tojásból áll. A tojások általában fehérek, feketék vagy foltosak. Költésük 14–30 napig tart.

## Rendszerezésük
A családba az alábbi 3 alcsalád tartozik:
- gémformák (Ardeinae) Leach, 1820 – 12 élő, 2 fosszilis nem és 49 recens faj
- bölömbikaformák (Botaurinae) Bock, 1956 – 3 nem és 15 recens faj
- tigrisgémformák (Tigrisomatinae) Leach, 1820 – 4 nem és 6 recens faj

### Kérdéses fosszíliák
Az alábbi fosszilis taxonok közül, manapság már nem mindegyik tekinthető gémfélének:
- Calcardea (paleocén)
- Xenerodiops (kora oligocén; Fajjúm, Egyiptom)
- "Anas" basaltica (késő oligocén; Varnsdorf, Csehország)
- Ardeagradis
- Proardeola – talán azonos a Proardea-val
- Matuku otagoense (kora miocén; Otago, Új-Zéland)

A következő fosszilis nemeket és fajokat korábban ebbe a családba helyezték: a Proherodius-t korábban gémfélének, vagy más ilyen hosszú lábú vízimadárnak vélték, de manapság a Presbyornithidae fosszilis család tagja. A manapság futómadár-szabásúak közé sorolt Lithornis vulturinus maradványait (egy szegycsontot és egy tarsometatarsust), korábban gém fosszíliaként tartották számon.

## Magyarországon előforduló gémfélék
A gyakori fészkelők közé tartozik a szürke gém (lásd a képen) és a törpegém vagy pocgém. A többi magyarországi gémféle kevésbé elterjedt, ám egyikük sem tekinthető ritkának. Ezek a bölömbika, az üstökösgém, a bakcsó, a nagy kócsag és a kis kócsag, illetve a vörös gém. Kóborlóként alkalmanként pásztorgémek és zátonykócsagok is felbukkannak. A nagy kócsag a magyar természetvédelem jelképe.

## Képek

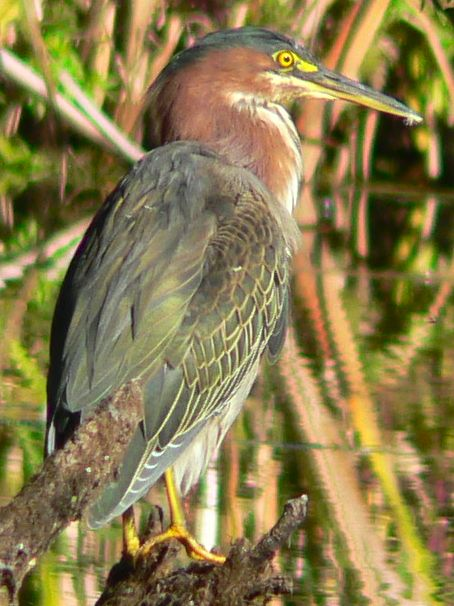
Zöld gém (Butorides virescens)
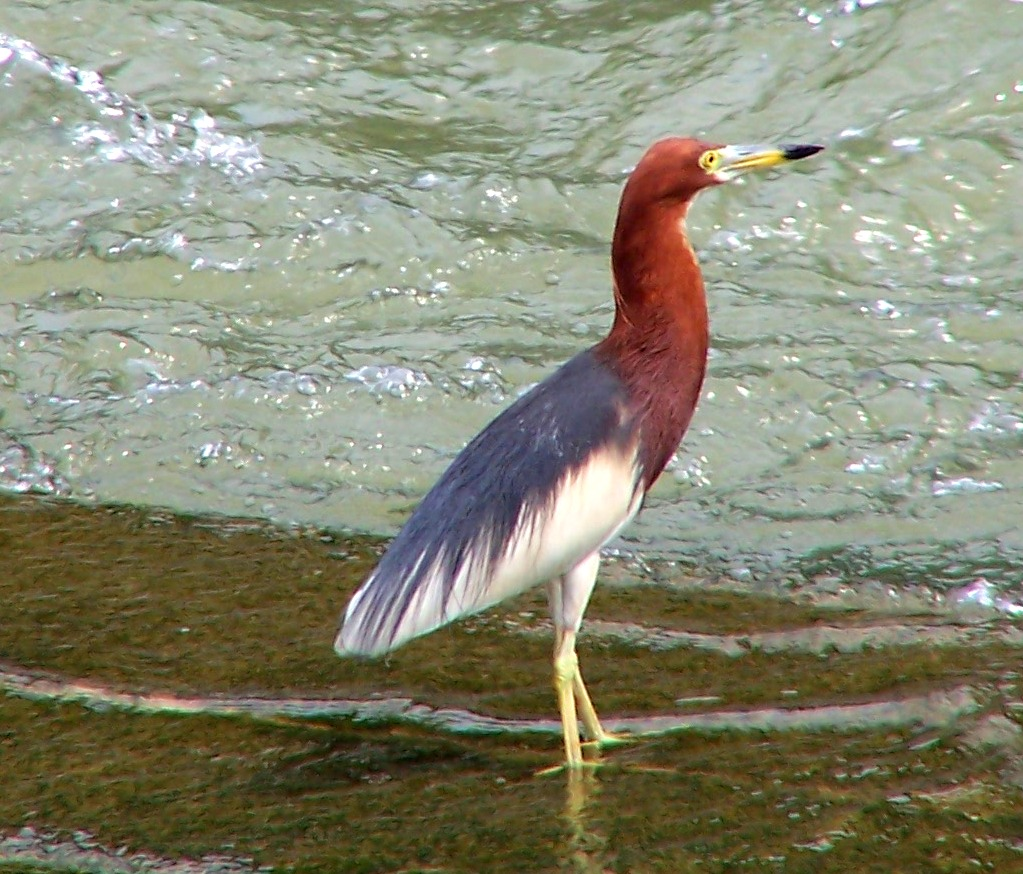
Kínai üstökösgém (Ardeola bacchus)
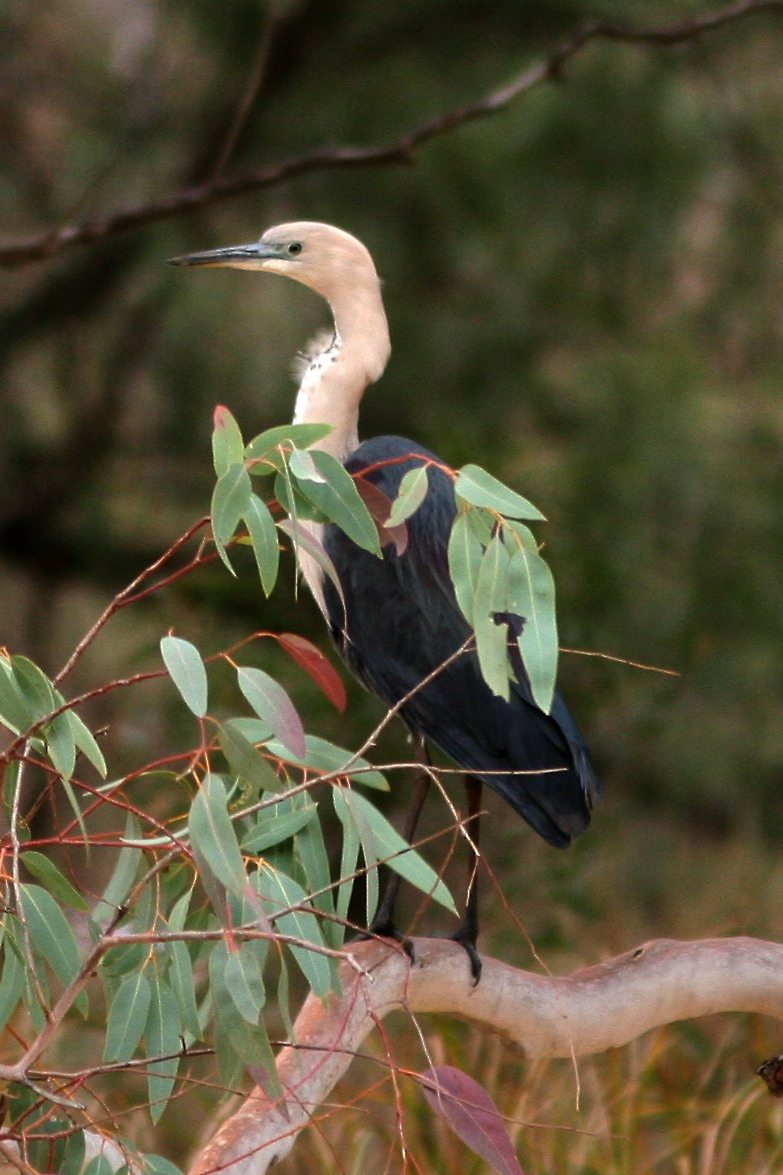
Fehérnyakú gém (Ardea pacifica)
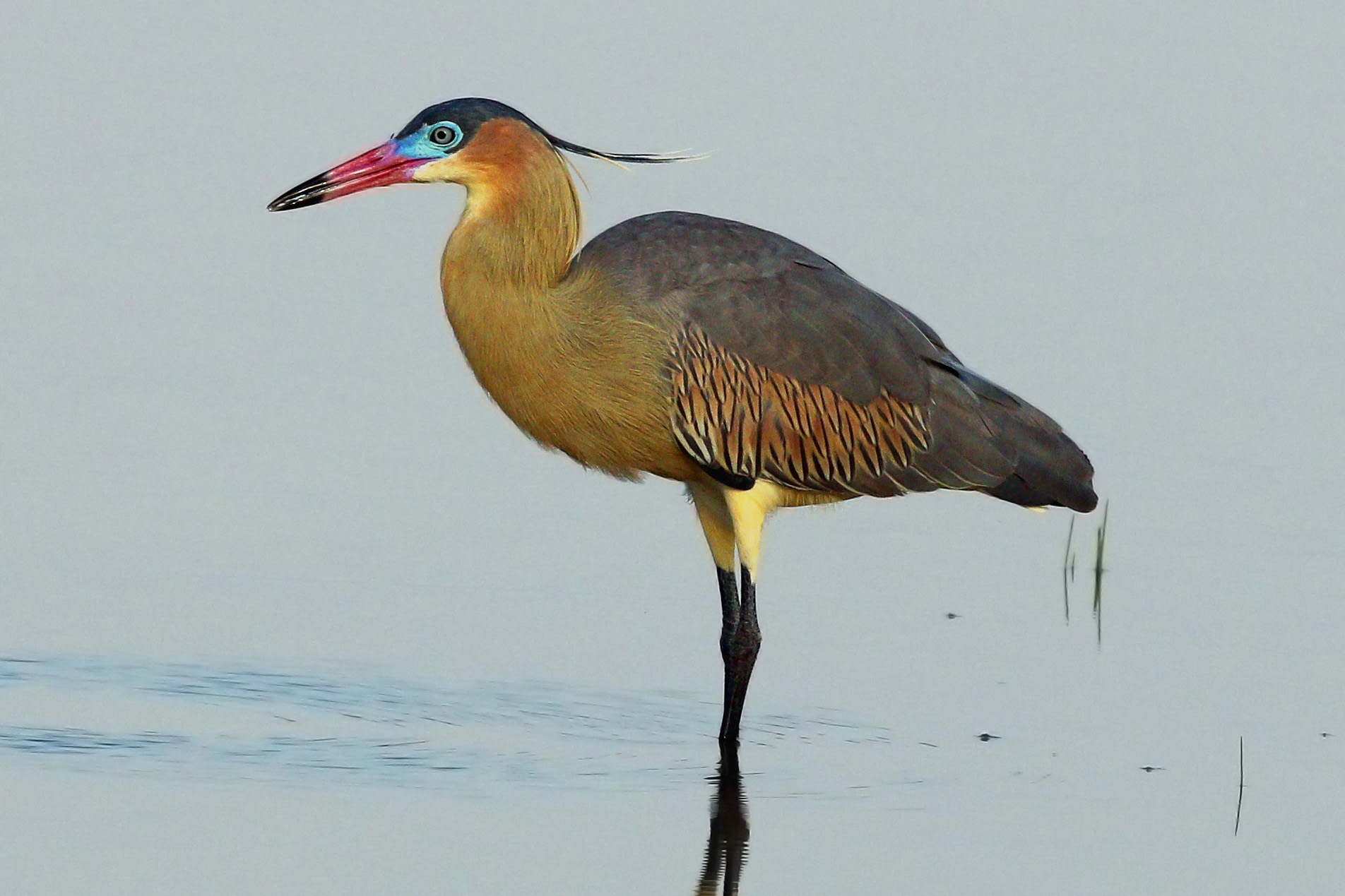
Fütyülő gém (Syrigma sibilatrix)
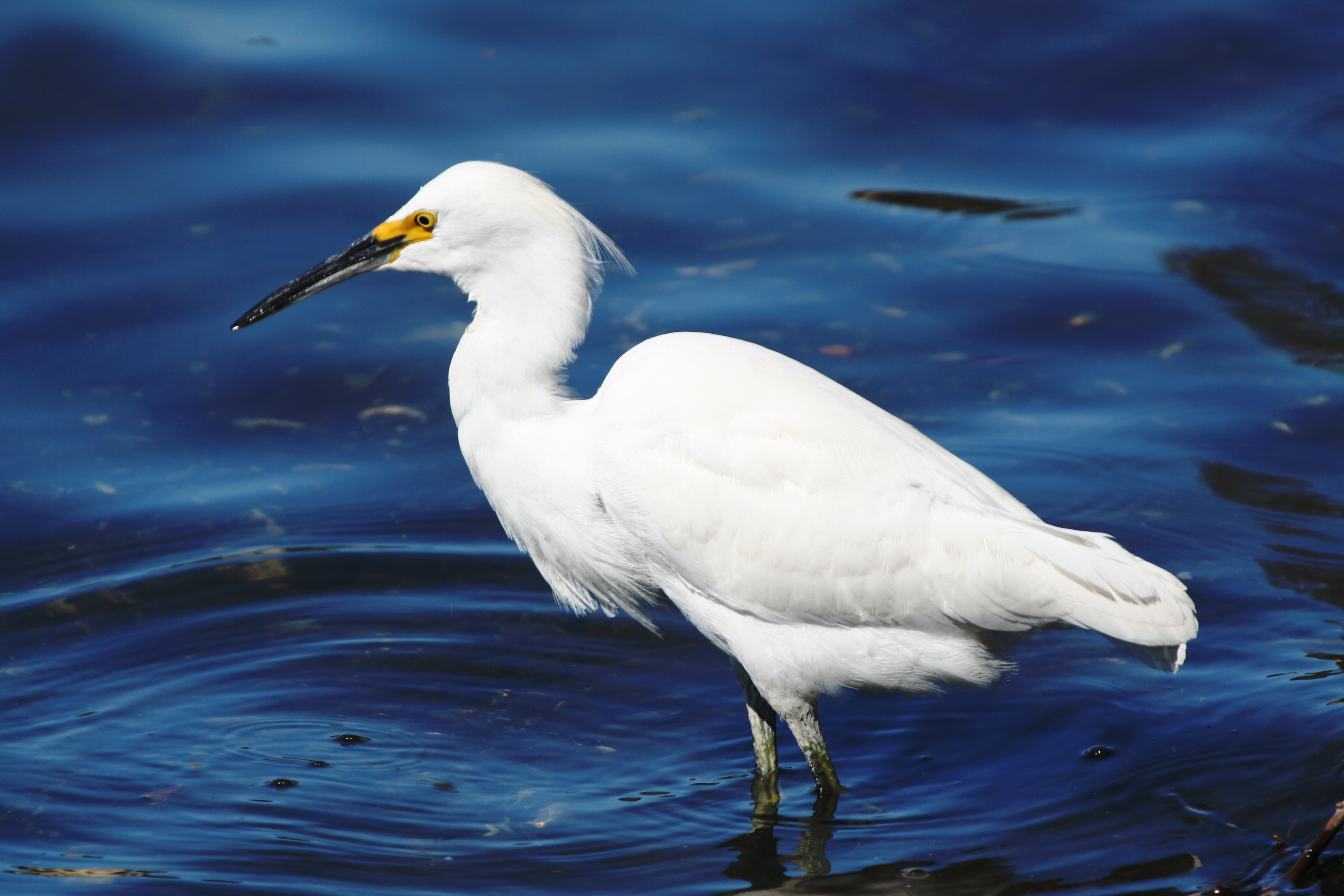
Hókócsag (Egretta thula)
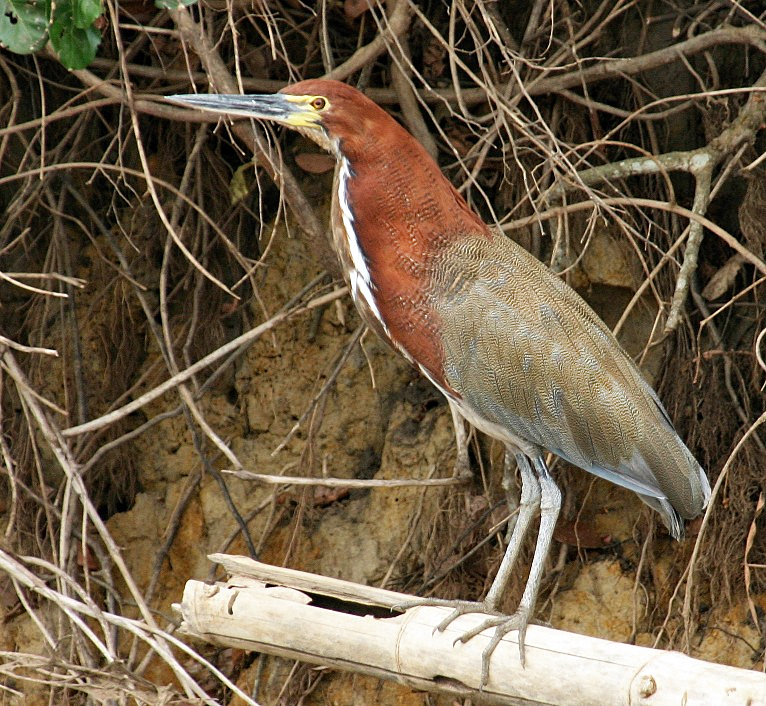
Vörhenyes tigrisgém (Tigrisoma lineatum)

## Fordítás
- Ez a szócikk részben vagy egészben  a   Reiher című német Wikipédia-szócikk fordításán alapul.  Az eredeti cikk szerkesztőit annak laptörténete sorolja fel. Ez a jelzés csupán a megfogalmazás eredetét és a szerzői jogokat jelzi, nem szolgál a cikkben szereplő információk forrásmegjelöléseként.
- Ez a szócikk részben vagy egészben  a   Heron című angol Wikipédia-szócikk ezen változatának fordításán alapul.  Az eredeti cikk szerkesztőit annak laptörténete sorolja fel. Ez a jelzés csupán a megfogalmazás eredetét és a szerzői jogokat jelzi, nem szolgál a cikkben szereplő információk forrásmegjelöléseként.